# Sušiće
Sushicë en albanais et Sušiće en serbe latin (en serbe cyrillique : Сушиће) est une localité du Kosovo située dans la commune/municipalité de Štrpce/Shtërpcë, district de Ferizaj/Uroševac (Kosovo) ou district de Kosovo (Serbie). Selon le recensement kosovar de 2011, elle compte 74 habitants.

## Démographie

### Évolution historique de la population dans la localité
| 1948 | 1953 | 1961 | 1971 | 1981 | 1991 | 2011 |
| ---- | ---- | ---- | ---- | ---- | ---- | ---- |
| 346  | 392  | 362  | 357  | 280  | 268  | 74   |

|  |

### Répartition de la population par nationalités (2011)
En 2011, les Albanais représentaient 52,70 % de la population et les Serbes 47,30 %.